# Sơn dương Anpơ
Sơn dương Anpơ (Danh pháp khoa học: Rupicapra rupicapra rupicapra là một phân loài của loài sơn dương Rupicapra rupicapra phân bố ở Áo, Pháp, Đức, Ý, Thụy Sĩ, Slovenia, Slovakia (Veľká Fatra, Slovak Paradise). Sơn dương Anpơ sinh sống chủ yếu ở những ngọn núi miền Nam và miền Trung châu Âu và dãy Kavkaz (một khu vực địa lý nằm ở biên giới giữa châu Âu và châu Á), ngoài ra, phạm vi sinh sống của chúng trải dài từ Romania, Ý, Thụy Sĩ, Áo, trong đó, chúng tập trung sinh sống ở dãy núi Anpơ. Đặc biệt đây là phân loài duy nhất của loài sơn dương này được tìm thấy ở miền núi khu vực đảo phía nam của New Zealand do du nhập vào đất nước này.

## Đặc điểm
Một con sơn dương Anpơ trưởng thành có kích thước trung bình với chiều cao khoảng 75 cm và cân nặng là 50 kg, chúng được xem là loài động vật tương đối nhỏ đặc biệt là khi so với loài dê nhà. Sơn dương Anpơ có cặp sừng ngắn, cong về phía sau (ở cả con cái và con đực đều có). Lông chúng dày vừa đủ để giữ ấm qua mùa đông trên núi cao và từ bộ lông nâu đậm vào mùa hạ, chúng khoác lên mình một màu xám tro khi mùa đông đến. Khuôn mặt Sơn dương Anpơ có màu trắng cùng với hai đường đen dưới hai mắt. Ngoài ra, chúng còn có một vằn đen chạy dài dọc theo lưng từ cổ cho tới đuôi.

## Tập tính

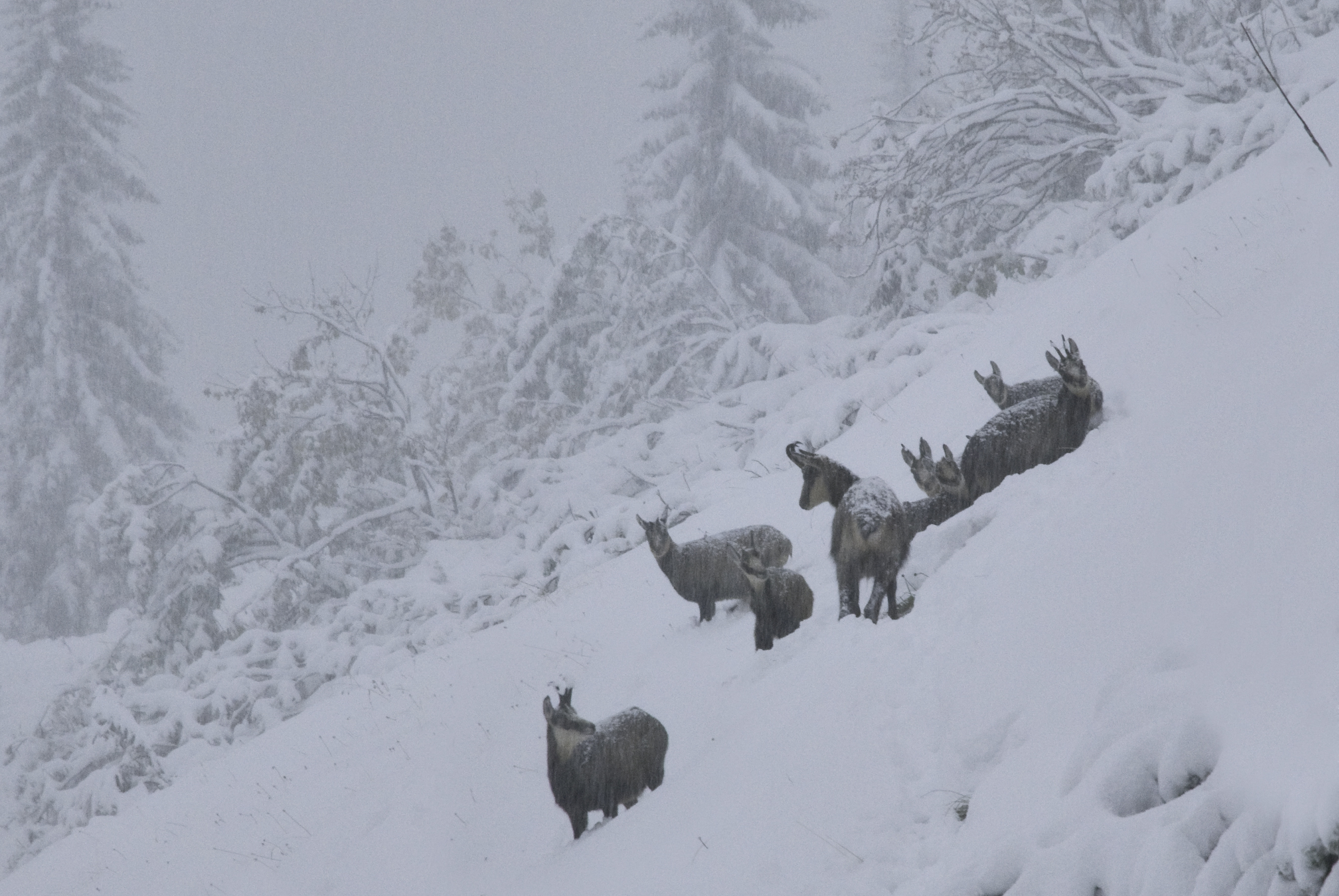
Một đàn sơn dương Anpơ vào mùa đông

Sơn dương Anpơ sống trên đỉnh núi. Chúng có thể được tìm thấy ở độ cao ít nhất là 3.600 m. Tại châu Âu, sơn dương Anpơ dành toàn bộ mùa hè trên các đồng cỏ. Khi mùa đông đến, chúng đi chuyển xuống các khu vực có độ cao thấp hơn, khoảng 800 m và sống trong rừng, chủ yếu là ở các khu rừng lá kim. Sơn dương Anpơ cái chủ yếu sống thành đàn với con mình và những cá thể cái khác, đàn sơn dương có thể lên tới 100 cá thể. Sự phân chia số lượng an toàn này giúp chúng và con của chúng có thể bảo vệ lẫn nhau một cách tốt nhất.
Sơn dương Anpơ đực nhìn chung đều sinh sống đơn độc vì chúng hầu như dành cả năm kiếm ăn một mình và tìm con cái vào mùa giao phối. Và khi mùa giao phối đến cũng chính là lúc các con sơn dương đực tham gia vào các cuộc chiến khốc liệt để giành quyền giao phối và gây sự chú ý với con cái. Mùa giao phối của Sơn dương Anpơ ở châu Âu diễn ra vào khoảng tháng 12 hàng năm, trong khi đó ở Newzeland chúng lại có mùa giao phối vào khoảng tháng năm hàng năm. 

## Chế độ ăn

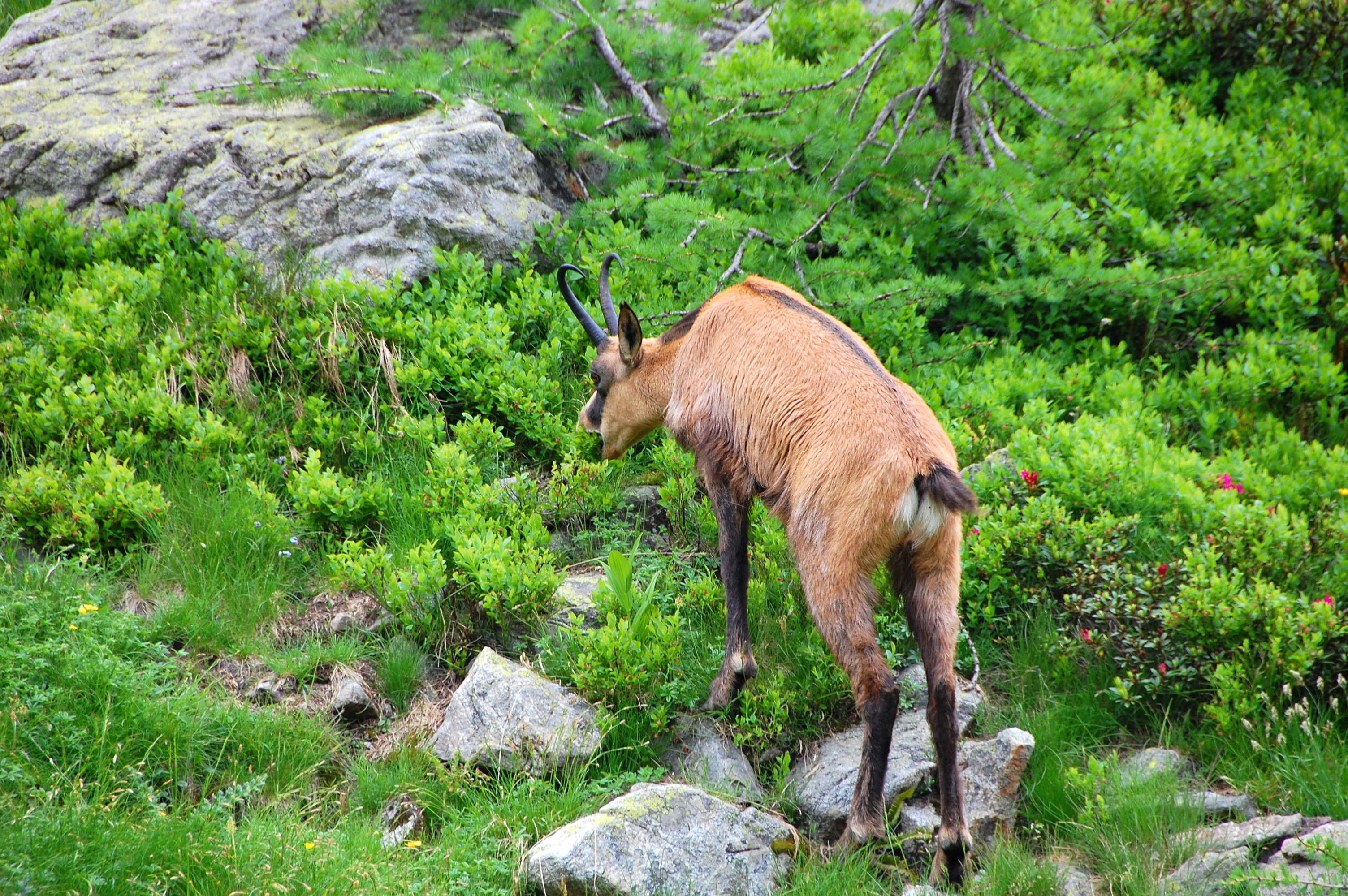
Một con sơn dương Anpơ đang gặm cỏ vào mùa xuân

Giống với những loài anh em cùng họ như cừu và dê, sơn dương Anpơ là động vật ăn cỏ và thức ăn chủ yếu của chúng là thực vật. Chúng dành phần lớn thời gian của mình gặm cỏ trên đồng núi cao và nhai lá từ những bụi cây. Sơn dương ăn rất nhiều loại thực vật, bao gồm cả các loại cỏ cao nguyên và các loại thảo mộc trong suốt mùa hè và cây lá kim, vỏ cây và kim từ cây trong mùa đông. Chúng chủ yếu hoạt động ban ngày, thường nghỉ ngơi khoảng giữa ngày và có thể chủ động tìm kiếm thức ăn trong nhưng đêm trăng sáng.

## Sinh sản
Mùa giao phối của Sơn dương Anpơ bắt đầu từ cuối đông tới đầu xuân. Sau chu kỳ mang thai của chúng từ 5 đến 6 tháng, cá thể Sơn dương Anpơ cái sẽ sinh duy nhất một con non, thường là đầu hoặc trong tháng 6. Mặc dù chúng được ghi nhận rằng có thể sinh đôi, nhưng điều này cực kỳ hiếm. Sơn dương Anpơ nuôi con bằng sữa mẹ cho tới khi con non có khả năng tự ăn được cỏ. Dù có thể tự lập sau 6 tháng tuổi nhưng Sơn dương Anpơ con thường có xu hướng ở với sơn dương mẹ đến khi ít nhất một tuổi.
Độ tuổi trưởng thành và giao phối của sơn dương đực từ 3 đến 4 năm tuổi. Con cái có thể sớm hơn, khoảng 2 năm tuổi. Sau khi trưởng thành, sơn dương đực con có thể bị buộc rời khỏi đàn bởi những con đực chiến thắng trong các cuộc chiến giành quyền giao phối (nếu không rời khỏi đàn thì chúng có khả năng sẽ bị các con đực khác giết chết). Thông thường tuổi thọ của sơn dương Alpine kéo dài từ 18 tới 22 năm.

## Tình trạng

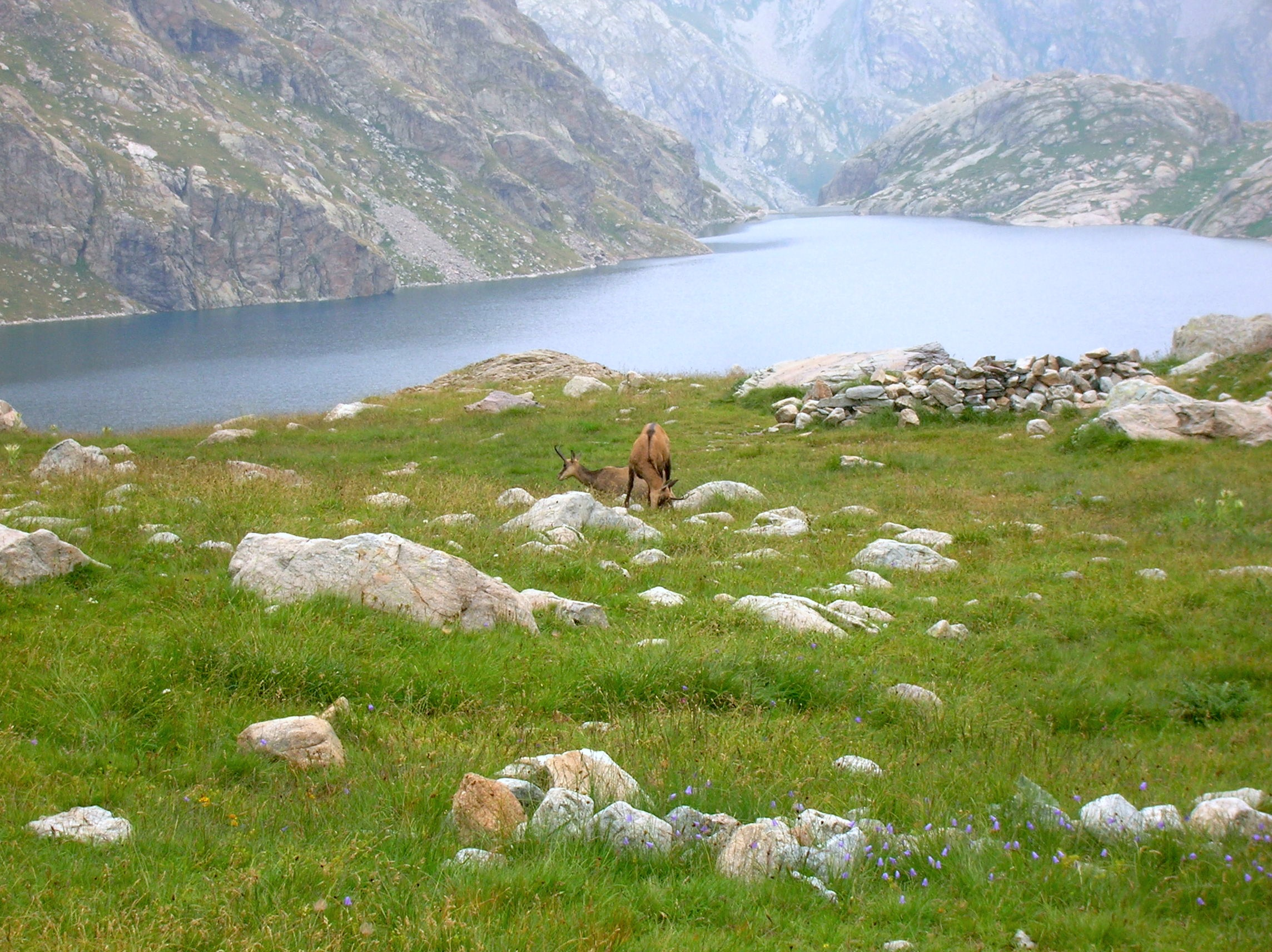
Sơn dương Anpơ ở Pháp

Sơn dương Anpơ sinh sống trong môi trường tự nhiên ở châu Âu, chúng thường là mục tiêu ăn thịt của các loài sói, cáo và linh miêu. Trải qua nhiều năm, chúng đã trở thành đối tượng săn bắt của con người nhiều nhất để lấy thịt. Trước khi con người chuyển đến sống ở vùng núi Châu Âu, chúng cũng từng bị nhiều kẻ thù khác săn đuổi như gấu và báo, nhưng hai loài này đã gần như tuyệt chủng ở châu Âu ngày nay. Ngoài ra, sơn dương Anpơ không có kẻ thù tự nhiên ở khu vực New Zealand. Cuộc sống hiện nay của Sơn dương Anpơ được bảo vệ, mặc dù Sơn dương Anpơ không được Sách đỏ IUCN xem là động vật có nguy cơ tuyệt chủng hoặc bị đe dọa đến bờ vực tuyệt chủng. Luật pháp Châu Âu vẫn quy định cấm săn bắt sơn dương Anpơ để nỗ lực bảo vệ chúng và những loài động vật miền núi trong khu vực.

## Du nhập
Sơn dương Anpơ được du nhập đến New Zealand vào năm 1907 như là một món quà từ Hoàng đế Áo, Franz Joseph I để đổi lấy các mẫu vật của dương xỉ sống, loài chim quý hiếm và thằn lằn. Ông Albert E.L. Bertling, trước đây là người đúng đầu của Vườn của Hội động vật học, Regents Park, London, nhận lời mời của Chính phủ New Zealand để cung cấp một lô hàng sơn dương (hai con sơn dương đực và sáu con cái) đến các thuộc địa.
Họ đến Wellington, New Zealand vào ngày 23 tháng 1 năm 1907 trên tàu "SS Turakina". Từ Wellington các con sơn dương được trung chuyển đến các "Manaroa" và chuyển tải đến Lyttelton, sau đó bằng đường sắt tới Fairlie ở Nam Canterbury và cưỡi ngựa bốn ngày đến Mount Cook. Những con sơn dương còn sống sót đầu tiên đã được thực hiện tại khu vực Aoraki / Mount Cook và những con vật này dần dần lan rộng trên nhiều đảo Nam.
Tại New Zealand, việc săn bắn sơn dương không bị hạn chế và thậm chí được khuyến khích bởi Cục Bảo tồn hạn chế tác động của động vật, thực vật trên núi cao bản địa của New Zealand. Sơn dương New Zealand có xu hướng cân nặng nhẹ hơn những họ hàng ở châu Âu ở cùng độ tuổi khoảng 20%, điều này cho thấy nguồn cung cấp thực phẩm có thể bị giới hạn và khó khăn hơn so với môi trường sống bản địa của chúng